# Brachybaenus titschaki
Brachybaenus titschaki är en insektsart som först beskrevs av Heinrich Hugo Karny 1935.  Brachybaenus titschaki ingår i släktet Brachybaenus och familjen Gryllacrididae. Inga underarter finns listade i Catalogue of Life.